# Усть-Луковка
Усть-Луковка — село в Ордынском районе Новосибирской области России. Административный центр Усть-Луковского сельсовета.

## География
Площадь села — 248 гектаров.

## История
Ещё до революции в с. Усть-Луковка существовала школа.
В 1929 г. попытка убийства местной учительницы в связи с кампанией коллективизации получила всесоюзную огласку.

## Население
| 2002 | 2007  | 2010 |
| ---- | ----- | ---- |
| 888  | ↗1049 | ↘805 |

## Инфраструктура
В селе по данным на 2007 год функционируют 1 учреждение здравоохранения и 2 учреждения образования.